# Guerra del fletán
La denominada «guerra del fletán» fueron una serie de incidentes entre Canadá y España, apoyada esta por la Unión Europea, vinculados a los derechos de pesca en los Grandes Bancos de Terranova, la plataforma continental frente a Terranova y Labrador, justo fuera de la zona económica exclusiva de Canadá, en el Atlántico Norte.
El conflicto culminó con la captura del buque español Estai el 9 de marzo de 1995 por la Armada de Canadá, después de que una patrullera canadiense disparara ametrallando la proa del Estai, así como a otros barcos que acudieron en su ayuda, y procediera a su abordaje. España y la Unión Europea lo consideraron un acto de piratería. La Comisión Europea acusó al Gobierno canadiense de ejecutar «un acto ilegal ajeno al comportamiento normal de un Estado responsable».
La reacción española fue el envío de un patrullero de altura de la clase Serviola Vigía (P-73), perteneciente a la Armada, para proteger sus intereses pesqueros en la zona. Al tener la Unión Europea competencia exclusiva en la Política Pesquera Común, era la encargada de negociar los términos con Canadá. Finalmente, Canadá liberó el Estai tras las fuertes presiones de la Unión Europea, acabando así este conflicto.

## Introducción

### Las aguas territoriales canadienses
El concepto de aguas territoriales y, en consecuencia, el agua internacional ha cambiado a lo largo de la historia. Desde el siglo XVIII hasta mediados del siglo XX, el concepto de "aguas territoriales" comúnmente aceptado fue: menos de tres millas desde la costa con la marea alta, o que pudiera ser defendida desde tierra por el disparo de un arma de fuego. Esto fue así para Francia y el Imperio británico, por ejemplo, aunque hubo países que fijaron las aguas territoriales en una distancia menor y algunos, como España, que contaron seis millas. En la Segunda Guerra Mundial, se comenzó a considerar las aguas territoriales como "bajo los 12 kilómetros de distancia desde la costa", referencia que se fue elevando al rango de derecho internacional por la Convención de las Naciones Unidas sobre el Derecho del Mar, celebrada en 1982. También se estipula en la Convención la existencia de una zona de 200 millas a partir de la línea de costa (370 km), denominada zona económica exclusiva (ZEE), donde los barcos de otros países no podrán obtener un beneficio económico; solo el de circulación. Estas distancias entraron en vigor definitivamente el 14 de noviembre de 1994.
Mientras tanto, la política exterior del territorio de Terranova y Labrador, como el resto de Canadá ha sido gobernada desde Londres hasta el Estatuto de Westminster de 1931, pero no ha estado bajo completo control canadiense sino hasta 1949. En esa fecha, Canadá reconoció los privilegios de Terranova y Labrador ciertas disposiciones que fueron adjudicados a Londres. En paralelo a la costa de la isla de Terranova comenzó a partir de los años cincuenta para aumentar su importancia pesquera, tanto en aguas territoriales bajo las doce millas, y más allá de ellas, y gracias tanto a los marineros canadienses como a los que pertenecen a otros marcos.

### Entre 1977 y 1994
Aunque los resultados de la Convención de la ONU no se formalizaron hasta 1982, los resultados preliminares ya se sabían desde 1977, lo que llevó a los estados y el preparárense marineros a disposición de las 200 millas. En cuanto a los países que tenían grandes recursos, pero poca flota de pesca, como era el caso de Canadá, el establecimiento de una zona económica exclusiva es una medida proteccionista muy favorable, sin embargo, para los países que cuentan con pocos recursos pero una gran flota pesquera, como India, como lo exige la reestructuración de las zonas de pesca o llegar a acuerdos de explotación conjunta. En 1979 se creó, además la NAFO, la Organización de la Pesca del Atlántico Noroccidental, donde están representadas Canadá, Estados Unidos, Noruega, la Unión Europea y los países del este del bloque como la Unión Soviética y Bulgaria. España no entró como miembro hasta 1983, y fue reemplazado por la Unión Europea en 1986, la fecha de su adhesión.
Pero el problema más grande para la acción y otro frente a las costas de Terranova era la sobrepesca. A finales de los años ochenta, el volumen de capturas de bacalao, la principal especie de estas aguas, bajó considerablemente. El gobierno canadiense decidió no tomar medidas hasta 1992, cuando fue declarada una moratoria ilimitada de la pesca del bacalao. NAFO también acordó la prohibición de las capturas. Tuvo un rápido impacto económico en Terranova y la costa atlántica de Nueva Escocia, con aumento del desempleo y la reacción política.
El bacalao no tenía un reemplazo de inmediato, y se hizo hizo varias pruebas con nuevas especies. una de éstas fue el fletán, un pez que hasta ese momento no tenía valor comercial al pescarse a grandes profundidades.

## El incidente delEstai
En 1994 entra en vigor el acuerdo permanente sobre las zona económica exclusivas, que en la práctica había estipulado por veinte años la zona comprendida entre las 12 y 200 millas de la costa. En ese año, el gobierno de Canadá y la NAFO habían registrado 50 casos de violación de la zona económica exclusiva canadiense. La zona donde se produce mayor incidencia mayor era en las afueras de las 200 millas en dos pequeñas áreas donde se extiende la plataforma continental más allá de la zona económica exclusiva, y llamada en inglés nose (nariz) y tail (la cola). Sobreexplotación que tienen lugar tanto por el número de capturas como el uso de tamaño de malla ilegal (más pequeña de la permitida).
En 1993, el Partido Liberal de Canadá recuperó el poder en las elecciones, y nombró a un nuevo ministro de Pesca y Océanos, Brian Tobin. Tobin mantuvo negociaciones con Emma Bonino, comisaria de Pesca y Ayuda Humanitaria de la Comisión Europea de ese tiempo, no hubo ningún resultado, lo que llevó a principios de 1995 a promulgar una ley por la cual el gobierno de Canadá podría apresar barcos europeos fuera de sus aguas territoriales con el fin de preservar la especie. El primer ejemplo de aplicar esta política fue el barco de Vigo Estai. El 9 de marzo de 1995 una patrulla del Departamento de Pesca y Océanos de Canadá, junto con los barcos de la Guardia Costera Canadiense y de la Armada canadiense dio el alto al Estai y lo persiguió en aguas internacionales, fuera de la zona económica exclusiva.
Para evadir al patrullero, el Estai cortó las redes y se inició una persecución que duró varias horas y sólo terminó cuando el buque CCGS Cape Rogers hizo un disparo calibre 50 que cruzaba la proa Estai. Además, el barco de la Guardia Costera de CCGS Sir Wilfred Grenfell utilizó sus cañones de agua a alta presión contra otros buques gallegos que acudieron en ayuda del Estai. Finalmente fuerzas del ministerio y de la Policía Montada del Canadá abordaron al Estai, siempre en aguas internacionales, apresaron la nave y detuvieron a su tripulación.
Buques canadienses recuperaron las redes del Estai y acusaron a los buques gallegos de utilizar redes de tamaño ilegal, menor del permitido para la pesca de fletán. La tripulación del Estai, compuesta por 26 marineros gallegos fue llevada a puerto en San Juan de Terranova, donde fue recibida con abucheos por la multitud. El barco permaneció capturado en Canadá y se perdieron en puerto las 200 toneladas de carga. La Unión Europea amenazó con un boicot a los productos canadienses si los tripulantes no eran liberados inmediatamente.
El ministro de pesca canadiense Brian Tobin fue a Nueva York, donde dio una conferencia de prensa en un barco frente al edificio de las Naciones Unidas, donde había sido profesor, y mostró unas redes de pesca que calificó de ilegales y que presuntamente pertenecían al Estai. El gobierno español nunca sostuvo que las redes no fueran ilegales, pero centró su defensa en la ilegalidad del uso de la fuerza y el secuestro de un buque en aguas internacionales (piratería). Madrid también acudió a la Corte Internacional de Justicia, pero el tribunal no admitió el caso a trámite. Seis días después, el 15 de marzo de 1995 Canadá liberó a la tripulación con una fianza de cincuenta millones de pesetas (300 000 euros). El barco arribó al Puerto de Vigo el 23 de marzo, donde tuvo una recepción pública. Ese mismo año el Estai cambió su nombre.

## El conflicto

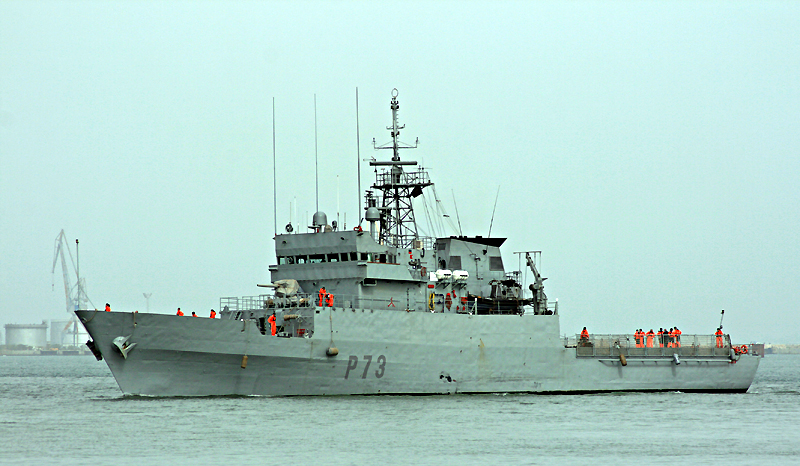
El Vigía, enviado por España para proteger a los pesqueros gallegos.

Al final del mes, el 26 de marzo de 1995, se produjo el acoso en contra de dos congeladores gallegos, los Verdel y Mayi IV, pero en estos casos no se produjeron acercamientos o apresamientos, a pesar de la utilización de cañones de agua a presión. En las semanas siguientes también experimentaron intentos de acercarse a los pesqueros Ana María Gandon y José Antonio Nores.
A partir de entonces se abrió el conflicto diplomático entre la Unión Europea, liderada por España, y Canadá. La Armada Española envió al patrullero Vigía (P-73), de la clase Serviola para proteger a los pesqueros. El Vigía estuvo destacado desde el 10 de marzo de 1995 al 2 de abril de 1995, siendo relevado por el patrullero  Serviola que a su vez fue relevado por el  Centinela. Asimismo, el 13 de abril zarpó del arsenal de Ferrol el remolcador de altura  Mahón como refuerzo de los patrulleros españoles y permaneció en aguas de Terranova hasta su regreso a su base el 20 de mayo.
El 14 de abril de 1995, el Gobierno de Canadá anunció el embajador español que la armada canadiense iba a detener de nuevo a barcos gallegos y que esta vez no dudaría en usar la fuerza y dispararía contra los buques españoles si lo impedían. La Comisión Europea y el Gobierno español aceptaron in extremis las condiciones de Ottawa y el conflicto se detuvo, pero durante unas horas y de forma velada, Canadá había declarado la guerra de facto a España.
El 18 de abril el  Atalaya relevó al Centinela, siendo relevado por el Vigía el 6 de mayo de 1995, volviendo de nuevo a aquellas aguas el Atalaya entre el 13 y el 31 de junio.

## Consecuencias
- Brian Tobin se presentó a las elecciones de 1996 a primer ministro de la Provincia de Terranova y Labrador y obtuvo una victoria clara.
- España capturó con sus barcos, la mayoría procedentes de Galicia, 40 000 toneladas de fletán en 1993: hoy se reducen a 4000 [cita requerida]. En cambio, Canadá no capturaba nada y ahora[¿cuándo?] captura entre 7000 y 10 000 toneladas por año.[cita requerida]
- El juicio por el secuestro tuvo lugar entre enero y junio de 2005. El Tribunal Federal de Canadá indemnizó al propietario británico con 180 000 euros por los daños, lejos de los 800 000 que reivindicaba la compañía y en 1996 Canadá se compromete a no aplicar sus leyes a los pesqueros europeos con criterios de extraterritorialidad, para poder obtener acuerdos comerciales con la Unión Europea.
- El remolcador de la Armada Mahón fue modificado para evitar accidentes como el sufrido por varios miembros de su tripulación al caer al agua durante una inspección.[cita requerida]